# Ctenocompa tumescens
Ctenocompa tumescens är en fjärilsart som beskrevs av Edward Meyrick 1935. Ctenocompa tumescens ingår i släktet Ctenocompa och familjen säckspinnare. Inga underarter finns listade i Catalogue of Life.